# Saint-Cricq-Chalosse
Pour les articles homonymes, voir Saint-Cricq.
Saint-Cricq-Chalosse est une commune du Sud-Ouest de la France, située dans le département des Landes (région Nouvelle-Aquitaine).

## Géographie

### Localisation
Commune située en Chalosse ses terres sont arrosées par le Louts, affluent de l'Adour.

### Communes limitrophes
Les communes limitrophes sont Doazit, Bergouey, Brassempouy, Cazalis, Hagetmau, Maylis, Momuy et Serreslous-et-Arribans.
| Maylis      | Doazit               | Serreslous-et-Arribans |
| Bergouey    | Saint-Cricq-Chalosse | Hagetmau               |
| Brassempouy | Cazalis              | Momuy                  |

### Climat
Pour des articles plus généraux, voir Climat de la Nouvelle-Aquitaine et Climat des Landes.
Historiquement, la commune est dans une zone de transition entre les climats océaniques aquitain et basque.  
En 2020, Météo-France publie une typologie des climats de la France métropolitaine dans laquelle la commune est exposée à un climat océanique et est dans la région climatique  Aquitaine, Gascogne, caractérisée par une pluviométrie abondante au printemps, modérée en automne, un faible ensoleillement au printemps, un été chaud (19,5 °C), des vents faibles, des brouillards fréquents en automne et en hiver et des orages fréquents en été (15 à 20 jours).
Pour la période 1971-2000, la température annuelle moyenne est de 13,4 °C, avec une amplitude thermique annuelle de 14,2 °C. Le cumul annuel moyen de précipitations est de 1 141 mm, avec 12,2 jours de précipitations en janvier et 7,8 jours en juillet. Pour la période 1991-2020, la température moyenne annuelle observée sur la station météorologique la plus proche, située sur la commune d'Urgons à 19 km à vol d'oiseau, est de 14,0 °C et le cumul annuel moyen de précipitations est de 1 009,4 mm,. Pour l'avenir, les paramètres climatiques de la commune estimés pour 2050 selon différents scénarios d’émission de gaz à effet de serre sont consultables sur un site dédié publié par Météo-France en novembre 2022.

## Urbanisme

### Typologie
Au 1er janvier 2024, Saint-Cricq-Chalosse est catégorisée commune rurale à habitat dispersé, selon la nouvelle grille communale de densité à sept niveaux définie par l'Insee en 2022.
Elle est située hors unité urbaine. Par ailleurs la commune fait partie de l'aire d'attraction d'Hagetmau, dont elle est une commune de la couronne,. Cette aire, qui regroupe 16 communes, est catégorisée dans les aires de moins de 50 000 habitants,.

### Occupation des sols

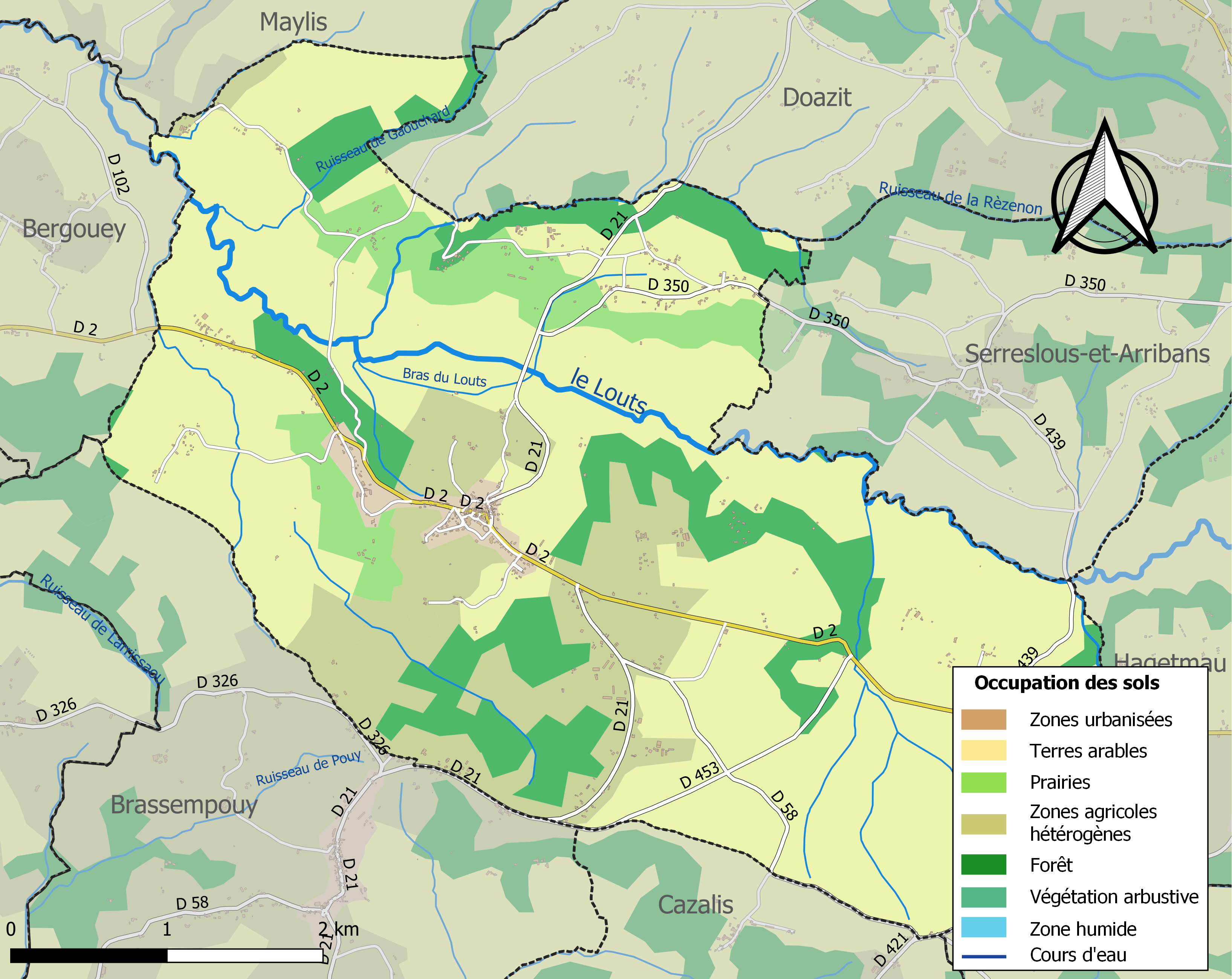
Carte des infrastructures et de l'occupation des sols de la commune en 2018 (CLC).

L'occupation des sols de la commune, telle qu'elle ressort de la base de données européenne d’occupation biophysique des sols Corine Land Cover (CLC), est marquée par l'importance des territoires agricoles (83,9 % en 2018), une proportion sensiblement équivalente à celle de 1990 (84,3 %). La répartition détaillée en 2018 est la suivante : terres arables (61,5 %), zones agricoles hétérogènes (15,9 %), forêts (14,4 %), prairies (6,4 %), zones urbanisées (1,7 %). L'évolution de l’occupation des sols de la commune et de ses infrastructures peut être observée sur les différentes représentations cartographiques du territoire : la carte de Cassini (XVIIIe siècle), la carte d'état-major (1820-1866) et les cartes ou photos aériennes de l'IGN pour la période actuelle (1950 à aujourd'hui).

### Risques majeurs
Le territoire de la commune de Saint-Cricq-Chalosse est vulnérable à différents aléas naturels : météorologiques (tempête, orage, neige, grand froid, canicule ou sécheresse), inondations, mouvements de terrains et séisme (sismicité modérée). Un site publié par le BRGM permet d'évaluer simplement et rapidement les risques d'un bien localisé soit par son adresse soit par le numéro de sa parcelle.
Certaines parties du territoire communal sont susceptibles d’être affectées par le risque d’inondation par débordement de cours d'eau, notamment le Louts. La commune a été reconnue en état de catastrophe naturelle au titre des dommages causés par les inondations et coulées de boue survenues en 1999, 2009 et 2018,.
Les mouvements de terrains susceptibles de se produire sur la commune sont des tassements différentiels.

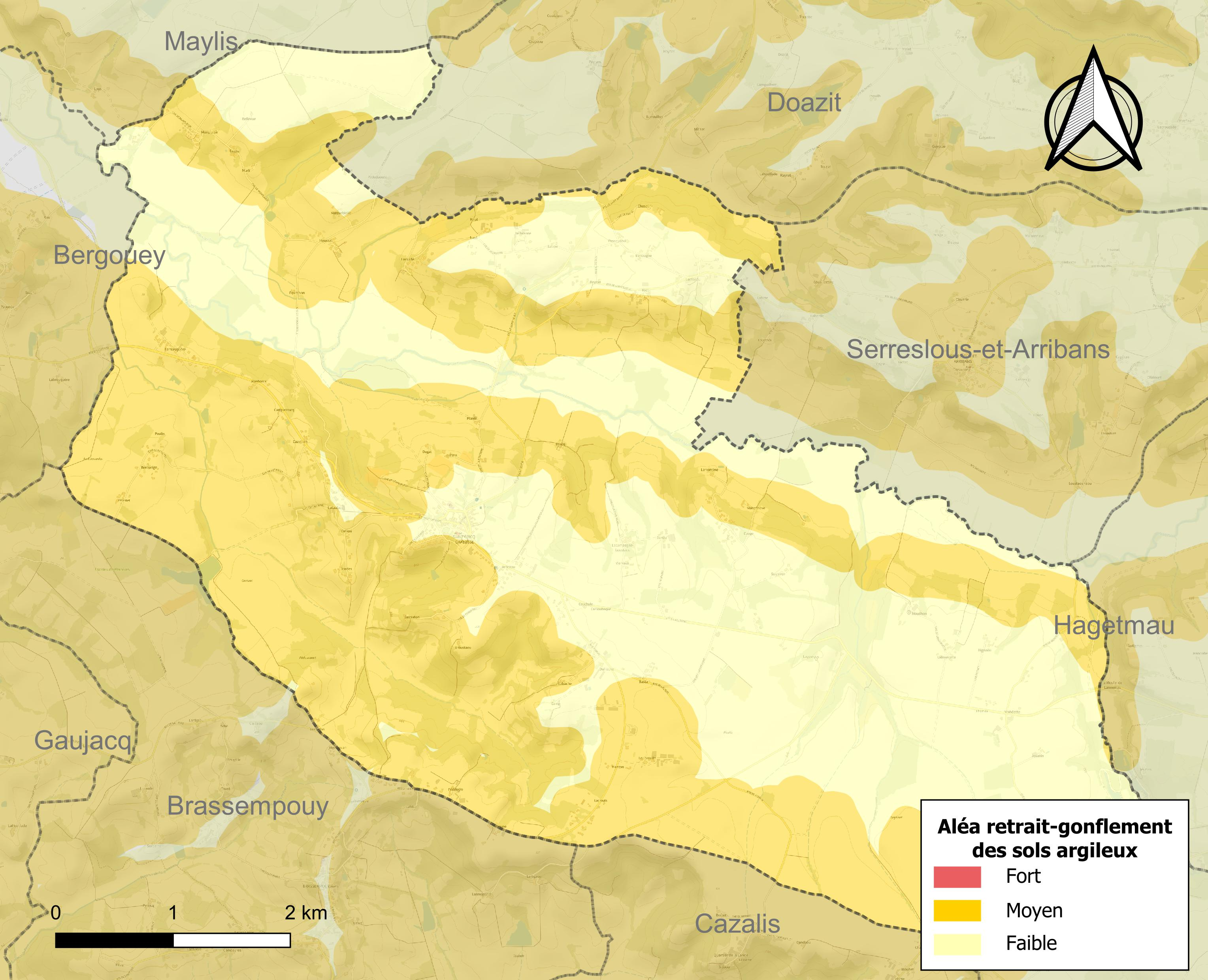
Carte des zones d'aléa retrait-gonflement des sols argileux de Saint-Cricq-Chalosse.

Le retrait-gonflement des sols argileux est susceptible d'engendrer des dommages importants aux bâtiments en cas d’alternance de périodes de sécheresse et de pluie. 55,1 % de la superficie communale est en aléa moyen ou fort (19,2 % au niveau départemental et 48,5 % au niveau national). Sur les 312 bâtiments dénombrés sur la commune en 2019, 140 sont en aléa moyen ou fort, soit 45 %, à comparer aux 17 % au niveau départemental et 54 % au niveau national. Une cartographie de l'exposition du territoire national au retrait gonflement des sols argileux est disponible sur le site du BRGM,.
Concernant les mouvements de terrains, la commune a été reconnue en état de catastrophe naturelle au titre des dommages causés par des mouvements de terrain en 1999.

## Héraldique
| Blason | Blasonnement : D'or au chevron d'azur accompagné, en chef, de deux châteaux soudés d'argent, couverts en croupe de gueules, de deux tours essorées et girouettées du même, ouverts, ajourés et maçonnés de sable, et, en pointe, d'un pin au naturel sur un mont de sinople Commentaires : Adopté par délibération du conseil municipal du 1er juin 1996. |

## Politique et administration
| Période                                  | Période  | Identité               | Étiquette | Qualité                     |
| ---------------------------------------- | -------- | ---------------------- | --------- | --------------------------- |
| mars 2001                                | 2008     | Alain Dulau            |           |                             |
| mars 2008                                | 2014     | Antoine Edouard Garcia | PS        | Retraité fonction publique  |
| mars 2014                                | En cours | Aimée Laborde          | DVD       | Retraitée chef d'entreprise |
| Les données manquantes sont à compléter. |          |                        |           |                             |

## Démographie
L'évolution du nombre d'habitants est connue à travers les recensements de la population effectués dans la commune depuis 1793. Pour les communes de moins de 10 000 habitants, une enquête de recensement portant sur toute la population est réalisée tous les cinq ans, les populations de référence des années intermédiaires étant quant à elles estimées par interpolation ou extrapolation. Pour la commune, le premier recensement exhaustif entrant dans le cadre du nouveau dispositif a été réalisé en 2008.

En 2022, la commune comptait 633 habitants, en évolution de −0,78 % par rapport à 2016 (Landes : +5,78 %, France hors Mayotte : +2,11 %).
| 1793 | 1800 | 1806 | 1821  | 1831  | 1836  | 1841  | 1846  | 1851  |
| ---- | ---- | ---- | ----- | ----- | ----- | ----- | ----- | ----- |
| 430  | 448  | 442  | 1 110 | 1 142 | 1 152 | 1 119 | 1 102 | 1 061 |

| 1856  | 1861  | 1866  | 1872 | 1876 | 1881 | 1886 | 1891 | 1896 |
| ----- | ----- | ----- | ---- | ---- | ---- | ---- | ---- | ---- |
| 1 070 | 1 068 | 1 038 | 955  | 963  | 983  | 971  | 944  | 934  |

| 1901 | 1906 | 1911 | 1921 | 1926 | 1931 | 1936 | 1946 | 1954 |
| ---- | ---- | ---- | ---- | ---- | ---- | ---- | ---- | ---- |
| 920  | 950  | 926  | 872  | 856  | 784  | 755  | 703  | 678  |

| 1962 | 1968 | 1975 | 1982 | 1990 | 1999 | 2006 | 2008 | 2013 |
| ---- | ---- | ---- | ---- | ---- | ---- | ---- | ---- | ---- |
| 609  | 576  | 574  | 568  | 585  | 561  | 607  | 620  | 633  |

| 2018 | 2022 | - | - | - | - | - | - | - |
| ---- | ---- | - | - | - | - | - | - | - |
| 643  | 633  | - | - | - | - | - | - | - |

## Économie
Agriculture

## Lieux et monuments
- Château de Poudenx, de style Renaissance, siège de la mairie. Dans la première moitié du XXe siècle il appartient au comte de Poudenx, à qui P.-E. Dubalen confie en dépôt 153 silex taillés de Brassempouy (ils sont donnés au musée Dubalen en 1951)[24].
- Château de Lataulade, propriété privée, remanié au XVIe siècle. Fenêtres à meneaux, toit à la béarnaise.
- Église Saint-Cyr de Saint-Cricq-Chalosse, de style roman. Chevet du XIIe siècle.
- Arènes de course landaise.
- Fontaine Sainte-Anne et lavoir de Mousquette (XIXe siècle).

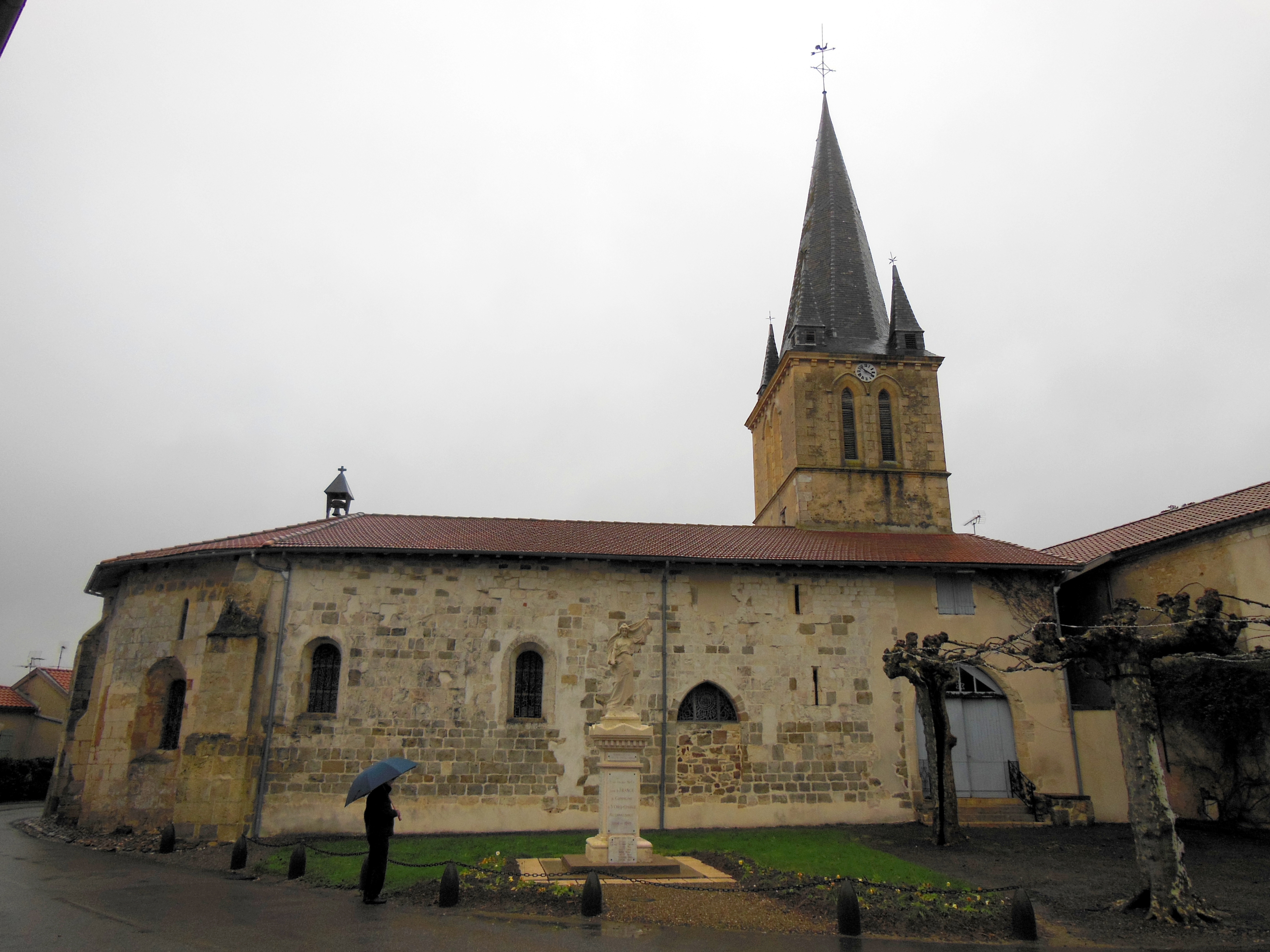
Église Saint-Cyr.
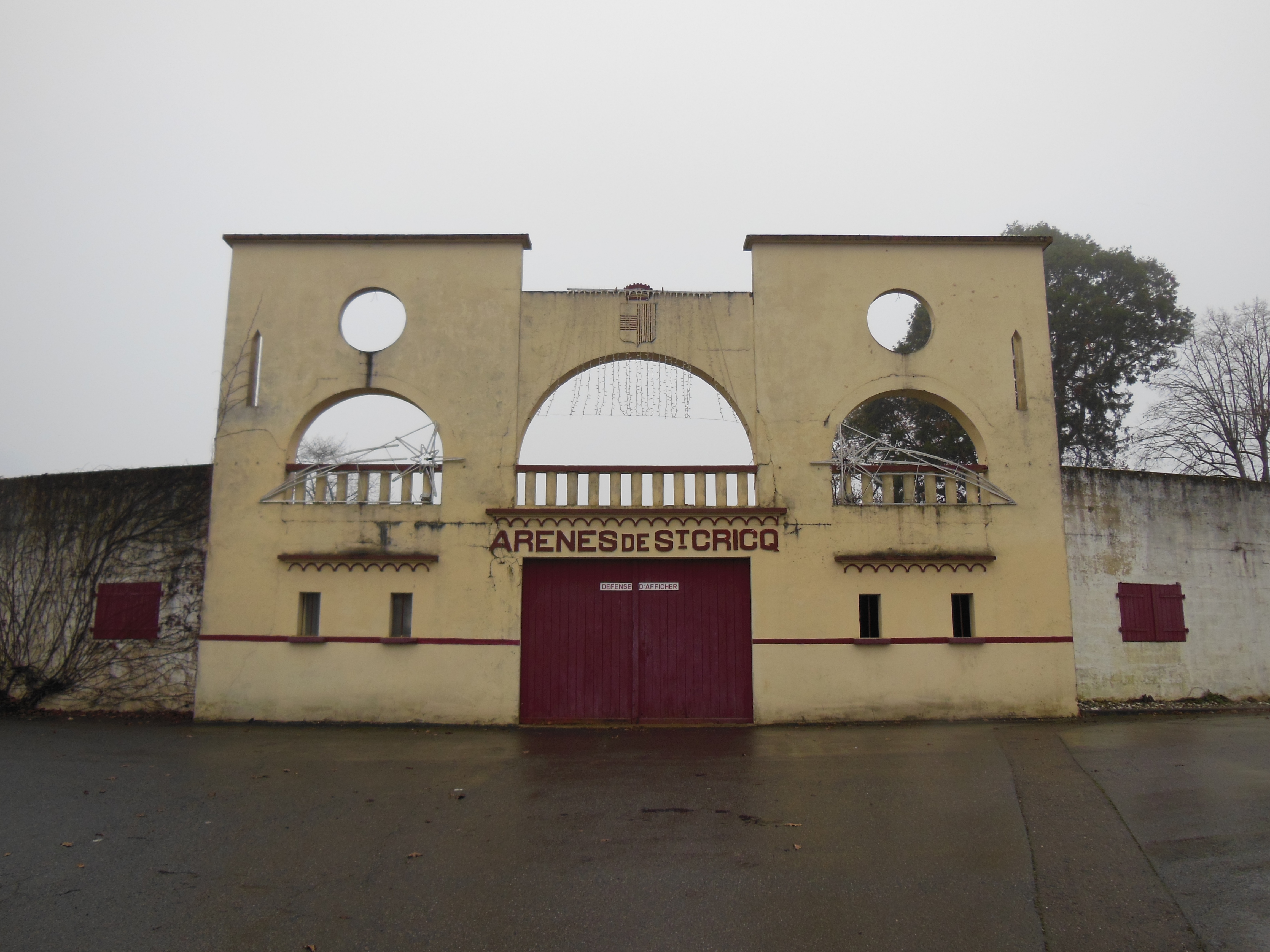
Arènes de Saint-Cricq-Chalosse.
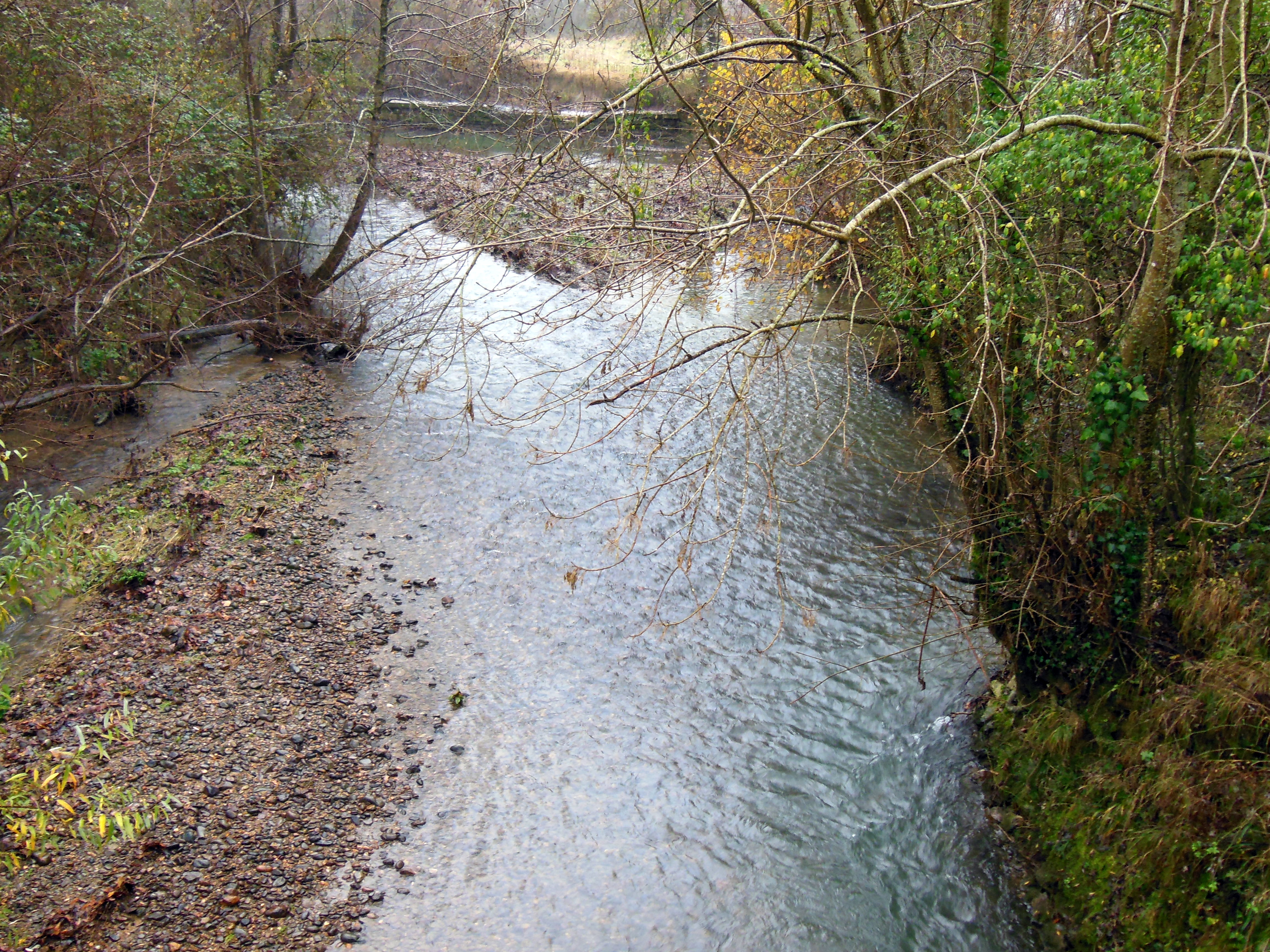
Le Louts à Saint-Cricq-Chalosse.

## Personnalités liées à la commune
- Marie-Thérèse de Lataulade (1877-1963), historienne morte dans la commune.